# 안흥면
안흥면(安興面)은 강원특별자치도 횡성군 동남쪽에 위치한 면이다. 넓이는 96.45km2이고, 인구는 2016년 기준으로 3,164명이다. 치악산 큰 줄기인 매화산 삿갓봉 푯대봉과 사자산 등 높은 산이 사방을 에워싼 고원 분지로 북쪽은 둔내면, 동쪽은 평창군 방림면, 남쪽은 강림면과 영월군 무릉도원면, 서쪽은 우천면과 경계를 하고 있으며 태기산에서 발원한 주천강과 상안천이 합류하여 면 중심부를 지나 남한강으로 흐른다. 민족사관고등학교의 소재지이고, 과거 대관령을 넘던 유일한 길이었던 42번 국도의 경유지로 기능하여 길손들에게 찐빵을 팔기 시작해, 1990년대부터 입소문을 타기 시작했다. 이로 인해 안흥찐빵이 특산물로 대표적인 산물이 되어있다. 현재는 매년 10월 경에 안흥찐빵축제가 개최된다.
영동고속도로 횡성휴게소의 소재지다.

## 연혁
- 1912년 : 대미원을 상, 중, 하리로, 산전 궁종 하대미원 가좌곡은 각각 상, 하리로 나뉘었으며 송한(宋寒) 가리천(街里川)리가 새로 생김(16개리)
- 1937년 : 면이름은 옛 역원(驛院)인 실미원(實美院)의 이름을 따 실미면(實美面)이라 부르다가 정곡면(井谷面)으로 바꿔 부름
- 1937년 4월 1일 : 지금의 면소재지의 안흥역(安興驛) 이름을 따서 안흥면으로 부름
- 1953년 : 상대미원, 중대미원, 하대미원, 상가좌곡, 하가좌곡, 상산전, 하산전, 정금, 용둔 9개리의 행정을 관할하는 정금출장소 설치
- 1963년 : 영월군 수주면에서 강림(講林), 부곡(釜谷), 월현(月峴) 3개리를 편입하여 강림출장소 설치
- 1973년 : 행정구역을 개편하여 정금출장소 구역을 우천면으로, 상, 하궁종리는 둔내면으로, 둔내면에서 영랑리 일부를 편입하여 성산(城山)리를 신설
- 1989년 : 우천면 오원리의 일부인 새터를 편입, 강림출장소가 강림면으로 승격하면서 분할

## 행정 구역
| 법정리 | 한자명 | 행정리                                      | 비고            |
| ------ | ------ | ------------------------------------------- | --------------- |
| 가천리 | 佳川里 | 가천리                                      |                 |
| 상안리 | 上安里 | 상안1리, 상안2리                            |                 |
| 성산리 | 城山里 | 성산리                                      |                 |
| 소사리 | 所思里 | 소사1리, 소사2리, 소사3리, 소사4리          | 횡성휴게소      |
| 송한리 | 松寒里 | 송한리                                      |                 |
| 안흥리 | 安興里 | 안흥1리, 안흥2리, 안흥3리, 안흥4리, 안흥5리 | 면사무소 소재지 |
| 지구리 | 池邱里 | 지구1리, 지구2리                            |                 |